# Cushman (Arkansas)
Cushman est une ville située dans l’État américain de l'Arkansas, dans le comté d'Independence.